# Ensemble pour la République

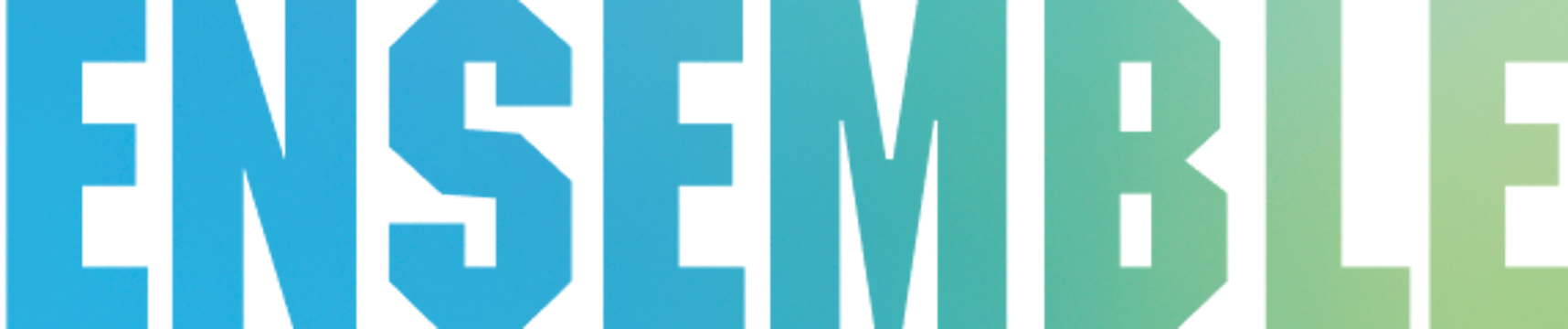
Logo des Zusammen-Bündnisses

Ensemble pour la République (französisch für „Zusammen für die Republik“), bis 2022 Ensemble citoyens ! und bis 2024 Ensemble !, ist ein Bündnis politischer Parteien in Frankreich, das am 29. November 2021 von der parlamentarischen Mehrheit von Präsident Emmanuel Macron gegründet wurde.
Die Koalition umfasst die Parteien Renaissance (ehemals: La République en Marche), Mouvement démocrate, Horizons, Parti radical valoisien und Union des démocrates et indépendants (seit 2024). Dem Bündnis gehörten auch Agir, Territoires de Progrès, En commun, Fédération progressiste und Refondation républicaine an. Im September 2022 fusionierten Agir und Territoires de Progrès gemeinsam mit La République en Marche zu Renaissance.

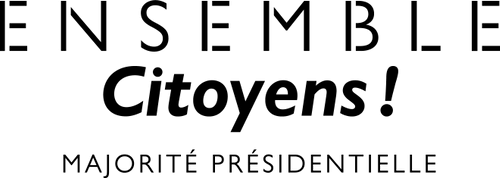
Logo 2021

Logo bei der Parlamentswahl 2022

Bei der Parlamentswahl 2022 nahm das Bündnis den Namen „Ensemble ! majorité présidentielle“ an.
Der ehemalige französische Premierminister Jean Castex ist ebenfalls mit der Koalition verbunden.
Das politische Bündnis umfasst Christdemokraten, Wirtschaftsliberale, Sozialliberale, Sozialdemokraten des Dritten Weges und Grünliberale. Einige Medienquellen betrachten es als eine Art Ableger von Valéry Giscard d’Estaings Union pour la démocratie française (Union für die französische Demokratie, UDF), die 1978 gegründet wurde.

## Zusammensetzung
| Partei | Partei                                                    | Abkürzung | Ideologie                          | Politisches Spektrum  | Vorsitzender       |
| ------ | --------------------------------------------------------- | --------- | ---------------------------------- | --------------------- | ------------------ |
|        | Renaissance (bis September 2022: La République en Marche) | RE        | Liberalismus                       | Mitte                 | Stéphane Séjourné  |
|        | Mouvement démocrate                                       | MoDem     | Liberalismus, Zentrismus           | Mitte                 | François Bayrou    |
|        | Horizons                                                  | Horizons  | Liberalismus                       | Mitte-rechts          | Édouard Philippe   |
|        | Parti radical                                             | PR        | Liberalismus                       | Mitte                 | Laurent Hénart     |
|        | Union des démocrates et indépendants                      | UDI       | Liberalismus                       | Mitte-rechts          |                    |
| 2022   |                                                           |           |                                    |                       |                    |
|        | En commun                                                 | EC        | Grüne Politik                      | Mitte-links           | Philippe Hardouin  |
|        | Fédération progressiste                                   | FP        | Sozialdemokratie                   | Mitte-links bis links | François Rebsamen  |
|        | Refondation républicaine                                  | RR        | Republikanismus, Linker Gaullismus | Mitte bis Mitte-links | Jean-Yves Autexier |

## Wahlergebnisse

### Französische Parlamentswahlen
| Jahr | Erster Wahlgang   | Erster Wahlgang   | Erster Wahlgang | Zweiter Wahlgang  | Zweiter Wahlgang  | Zweiter Wahlgang | Sitze insgesamt | Sitze insgesamt | Anmerkungen |
| Jahr | Stimmen (absolut) | Stimmen (relativ) | Sitze           | Stimmen (absolut) | Stimmen (relativ) | Sitze            | absolut         | relativ         | Anmerkungen |
| ---- | ----------------- | ----------------- | --------------- | ----------------- | ----------------- | ---------------- | --------------- | --------------- | ----------- |
| 2022 | 5.857.561         | 25,75 %           | 1               | 8.003.240         | 38,57 %           | 244              | 245/577         | 42,46 %         |             |
| 2024 | 6.425.707         | 20,04 %           | 2               | 6.313.808         | 23,14 %           | 148              | 150/577         | 26,00 %         |             |

### Europawahlen
| Jahr | Stimmen (absolut) | Stimmen (relativ) | Sitze (absolut) | Sitze (relativ) |
| ---- | ----------------- | ----------------- | --------------- | --------------- |
| 2024 | 3.614.646         | 14,56 %           | 13/81           | 16,05 %         |